# Oeax rufescens
Oeax rufescens là một loài bọ cánh cứng trong họ Cerambycidae.